# Лычаковский парк

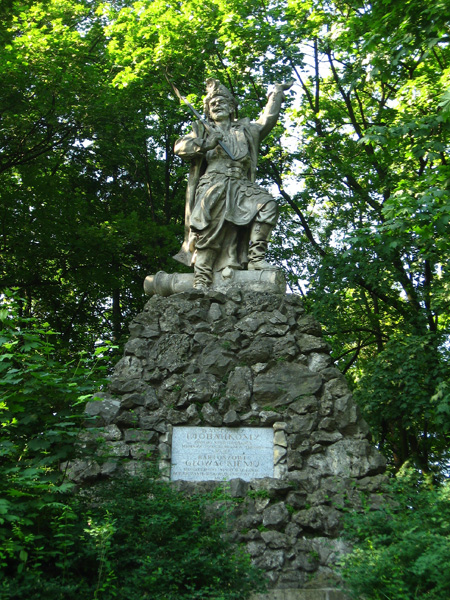
Памятник Бартошу Гловацкому в Лычаковском парке

Лыча́ковский парк (укр. Лича́ківський парк) — парк во Львове (Украина), памятник садово-паркового искусства местного значения (с 1984). Общая площадь 12,36 га. Расположен на углу улиц Лычаковской (бывшая Ленина) и Пасечной (бывшая Ленинского Комсомола) в Лычаковском районе, на северо-восточной окраине Львова. Название происходит от поселения Лычаков (от нем. Lutzenhof), которое было расположено неподалёку. В западной части Лычаковский парк переходит в спортивные комплексы института физкультуры, в южной части он сливается с зеленью воинского мемориала Холм Славы. Неподалёку находятся также спортивные сооружения Львовского университета и Лычаковское кладбище.
Парк был создан в 1894 году с участием известного паркового архитектора А. Реринга (автор Стрыйского парка). Партер перед входом в Лычаковский парк был устроен в регулярном стиле. Были засыпаны песчаные и глиняные карьеры, разбиты дорожки, идущие по периметру парка — возле улиц Лычаковской и Пасечной и извивающиеся на склонах оврагов.
В 1905 году, над крутым склоном со стороны Лычаковской улицы был сооружен памятник польскому национальному герою Бартошу Гловацкому, сохранившийся и по сей день. В Лычаковском парке были высажены, тогда сосна чёрная, ель, клен, липа и береза.
В 1914 году на территории, примыкающей к Лычаковскому парку, заложен мемориал Холм Славы погибшим во время Первой мировой войны воинам русской армии и было захоронено около 2 тысяч «нижних чинов». После Великой Отечественной войны рядом с было произведено захоронение советских воинов и сооружён новый мемориал, так как старый памятник был разрушен ещё австро-венгерскими властями после отступления русской армии из Львова в 1915 году.
Вблизи конечной остановки трамвайного маршрута № 2 расположен участок с насаждениями, состоящий на 90 % из сосны чёрной и ели европейской. На остальной территории растут граб обыкновенный, вяз шершавый, робиния псевдоакация.
В 1931-1934 годах на прилегающей к парку участке по проекту архитектора Тадеуша Обминский построен костел Матери Божьей Остробрамской (ныне — церковь Покрова Пресвятой Богородицы).